# Sei degli Abissi
I Sei degli Abissi (Deep Six) sono un gruppo di personaggi dei fumetti creato da Jack Kirby nel 1971, pubblicato dalla DC Comics.

## Storia
I Sei degli Abissi sono un gruppo di guerrieri marini fedeli a Darkseid, signore di Apokolips; possiedono tutti una forza sovrumana e la capacità di respirare e vivere sott'acqua. In New Gods n. 5, Orion uccide tutti i membri del gruppo durante una battaglia sulla Terra. Uno di essi, Slig, ritorna per poi essere nuovamente ucciso da Orion.
Il gruppo ritorna per affrontare Aquaman e i suoi alleati Koryak e Dolphin in Aquaman vol. 5 n. 6 (aprile 1995), dove viene rivelato che il gruppo è stato resuscitato numerose volte durante gli anni, ogni volta che Darkseid aveva bisogno di loro.

## Membri del gruppo
- Gole
- Jaffar
- Pyron
- Shaligo
- Slig
- Trok

### Altri membri
- Kurin
- Flying Finback